# Anne Caldwell
Pour les articles homonymes, voir Caldwell.
Anne Caldwell (née Anne Payson Caldwell ; 30 août 1867 - 22 octobre 1936), également connue sous le nom d Anne Caldwell O'Dea, est une dramaturge, scénariste et parolière américaine. Elle écrit à la fois des chansons pop et des spectacles de Broadway, travaillant parfois avec le compositeur Jerome Kern.

## Théâtre

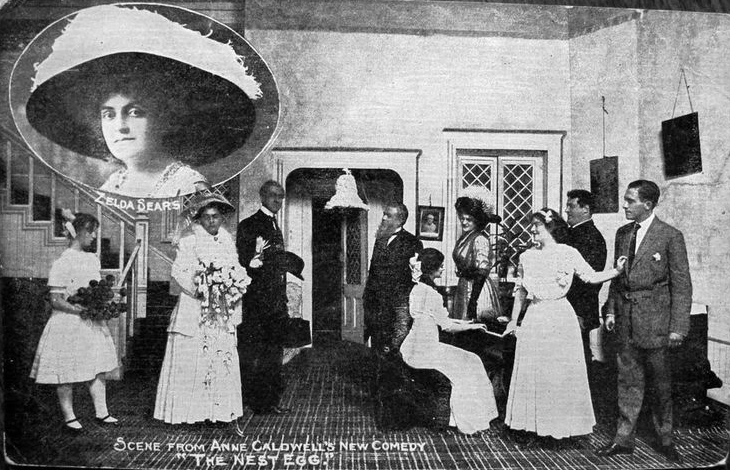
Scène de la pièce d'Anne Caldwell The Nest Egg (1911) avec Zelda Sears ; Park Theatre, Boston.

## Adaptations au cinéma
- 1930 : Dixiana, réalisé par Luther Reed
- 1930 : Half Shot at Sunrise, réalisé par Paul Sloane
- 1933 :  Carioca de Thornton Freeland, adaptation de sa pièce